# 혈청

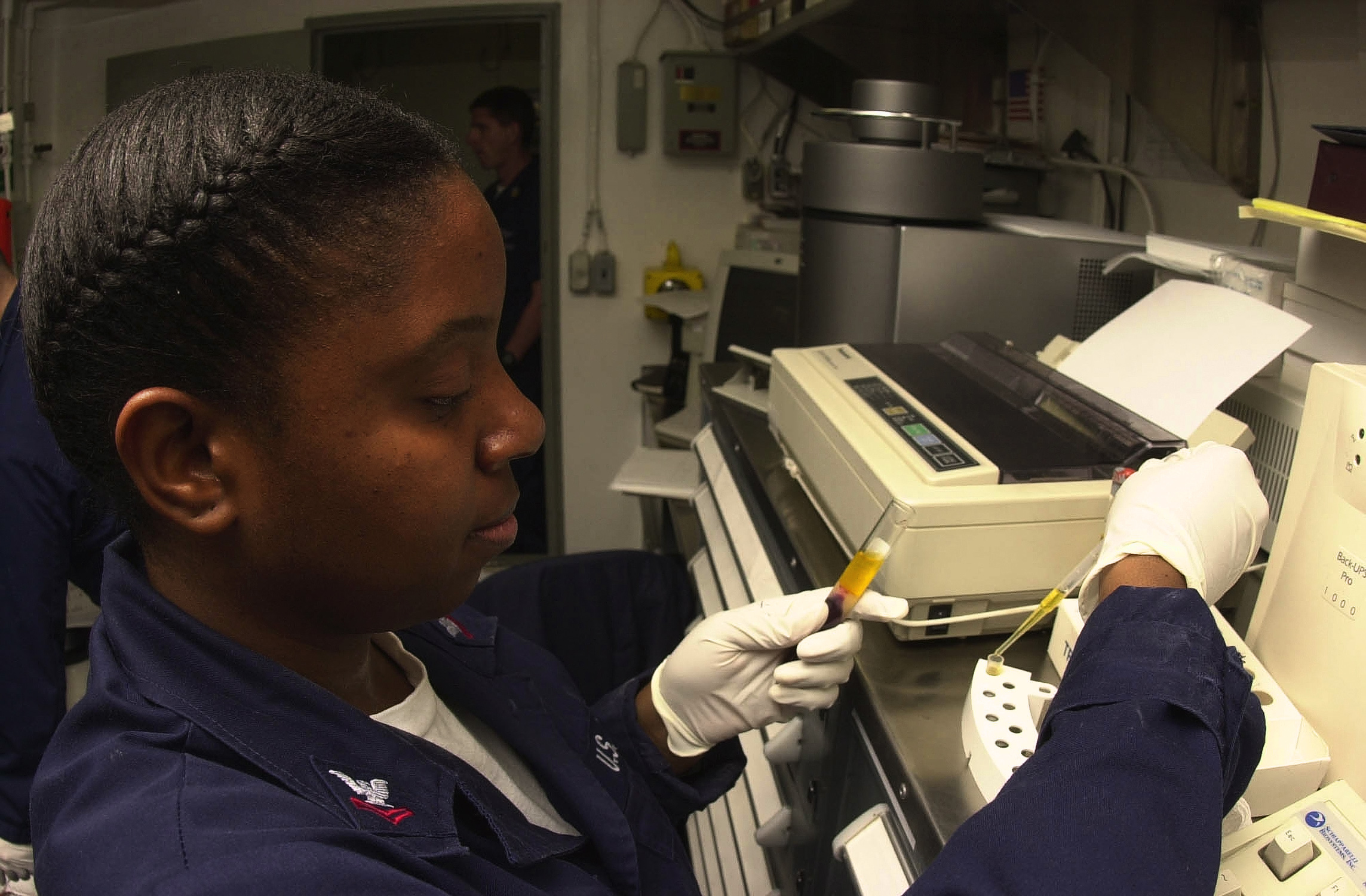
환자의 혈액에서 콜레스테롤 수치를 테스트하도록 설계된 지질 검사를 위한 혈청 컵 준비

혈청(血淸, 영어: Serum)은 혈액의 일부 성분으로 혈장에서 피브리노겐이 제거된 나머지 노란색 액체 성분을 말하며, 여기에는 물과 포도당, 무기염류, 감마 글로불린 등이 들어있다. 혈청에는 혈액 응고에 사용되지 않는 모든 단백질, 모든 전해질, 항체, 항원, 호르몬, 그리고 모든 외부 물질(예 : 약물 또는 미생물)을 포함한다. 혈청은 백혈구, 적혈구, 혈소판, 응고 인자를 포함하지 않는다. 
혈청에 대한 연구를 혈청학이라고 한다. 혈청은 혈액 진단 뿐만 아니라 수많은 진단 테스트에 사용된다. 다양한 분자의 농도를 측정하는 것은 임상시험에서 약물 후보의 치료유효량을 결정하는 것과 같은 많은 응용적 사용에 유용하다.
혈청을 얻기 위해 혈액 샘플을 응고시킬 수 있다. 이어서 샘플을 원심분리하여 응고 및 혈액 세포를 제거하고 생성된 액체 상청액이 혈청이다.
혈청은 사이토카인 백혈병 억제 인자와 함께 배아줄기세포 재생에 필수적인 요소이다.

## 임상적 및 실험적 사용
감염성 질환으로부터 성공적으로 회복된 회복기 환자의 혈청은 그 질환을 가진 다른 사람들의 치료에서 생체의약품으로 사용될 수 있다. 성공적인 회복에 의해 생성된 항체는 병원체의 강력한 항체이기 때문이다. 이러한 회복성 혈청(항혈청)은 면역요법의 한 형태이다. 
혈청은 잘못된 결과를 초래할 수 있는 피브리노겐의 부족으로 인해 단백질 전기 영동에 사용된다. 

## 정화 전략
혈청과 혈장은 진단이나 치료를 위한 바이오마커의 가장 큰 원천 중 일부이다. 지질, 염 및 번역 후 변형의 존재 및 다중 분해 메커니즘에 의해 더욱 복잡한 광범위한 동적 범위는 분석적 재현성, 민감성, 해상도 및 잠재적 효능에 대한 과제를 제시한다. 혈장 시료의 바이오마커 분석을 위해, 일반적으로 혈청 알부민 단백질이 고갈된 전기 영동에 의해 사전 분리를 수행할 수 있다. 이 방법은 소분자에서 세포에 이르기까지 광범위한 하전 또는 대전 가능 분석, 물의 분리를 통해 프로테옴의 더 큰 침투를 가능하게 한다. 

## 같이 보기
- 항혈청
- 알부민
- 글로불린
- 지질 (생물학)

## 참고
- 항혈청
- 알부민
- 혈액 부분 분리
- 글로불린
- 인간 혈청 알부민
- 지질
- 혈청 철
- 혈청 단백질 전기 영동
- 혈청 분리 튜브
- 혈청 총 단백질